# Lyudmila Gureyeva
Liudmyla Mykolaïvna Hureieva (em ucraniano:  Людмила Миколаївна Гуреєва; Odesa, 12 de fevereiro de 1943 – 4 de outubro de 2017) foi uma jogadora de voleibol da Ucrânia que competiu pela União Soviética nos Jogos Olímpicos de 1964.
Em 1964, ela fez parte da equipe soviética que conquistou a medalha de prata no torneio olímpico, no qual atuou em três partidas.